# Boxweltmeisterschaften 1995
Die 8. Amateur-Boxweltmeisterschaften der Herren 1995 fanden in der Deutschlandhalle in Berlin statt.

## Deutsches Aufgebot
- Markus Beyer (Halbmittelgewicht, Bronzemedaille)
- Dirk Eigenbrodt (Mittelgewicht, Viertelfinale)
- Falk Huste (Federgewicht, Bronzemedaille)
- Luan Krasniqi (Schwergewicht, Silbermedaille)
- Dirk Krüger (Bantamgewicht, Bronzemedaille)
- Zoltan Lunka (Fliegengewicht, Goldmedaille)
- René Monse (Superschwergewicht, Bronzemedaille)
- Andreas Otto (Weltergewicht, Bronzemedaille)
- Jan Quast (Halbfliegengewicht, Achtelfinale)
- Marco Rudolph (Leichtgewicht, Bronzemedaille)
- Thomas Ulrich (Halbschwergewicht, Bronzemedaille)
- Oktay Urkal (Halbweltergewicht, Bronzemedaille)

## Ergebnisse

### Halbfliegengewicht (- 48 kg)
| Platz | Land | Athlet        |
| ----- | ---- | ------------- |
| 1     | BUL  | Daniel Petrow |
| 2     | FRA  | Bernard Inom  |
| 3     | MAR  | Hamid Berhili |
| 3     | CUB  | Juan Ramírez  |

### Fliegengewicht (- 51 kg)
| Platz | Land | Athlet            |
| ----- | ---- | ----------------- |
| 1     | GER  | Zoltan Lunka      |
| 2     | KAZ  | Bolat Schumadilow |
| 3     | CUB  | Raúl González     |
| 3     | FIN  | Joni Turunen      |

### Bantamgewicht (- 54 kg)
| Platz | Land | Athlet              |
| ----- | ---- | ------------------- |
| 1     | RUS  | Raimkul Malachbekow |
| 2     | POL  | Robert Ciba         |
| 3     | ARM  | Artur Mikajeljan    |
| 3     | GER  | Dirk Krüger         |

### Federgewicht (- 57 kg)
| Platz | Land | Athlet               |
| ----- | ---- | -------------------- |
| 1     | BUL  | Serafim Todorow      |
| 2     | ALG  | Noureddine Medjehoud |
| 3     | GER  | Falk Huste           |
| 3     | LTU  | Vidas Bičiulaitis    |

### Leichtgewicht (- 60 kg)
| Platz | Land | Athlet           |
| ----- | ---- | ---------------- |
| 1     | ROM  | Leonard Doroftei |
| 2     | FRA  | Bruno Wartelle   |
| 3     | GER  | Marco Rudolph    |
| 3     | CUB  | Pablo Rojas      |

### Halbweltergewicht (- 63,5 kg)
| Platz | Land | Athlet              |
| ----- | ---- | ------------------- |
| 1     | CUB  | Héctor Vinent       |
| 2     | TUR  | Nurhan Süleymanoğlu |
| 3     | GER  | Oktay Urkal         |
| 3     | BUL  | Radoslaw Suslejkow  |

### Weltergewicht (- 67 kg)
| Platz | Land | Athlet                  |
| ----- | ---- | ----------------------- |
| 1     | CUB  | Juan Hernández          |
| 2     | RUS  | Oleg Saitow             |
| 3     | GER  | Andreas Otto            |
| 3     | LAT  | Vitalijus Karpačiauskas |

### Halbmittelgewicht (- 71 kg)
| Platz | Land | Athlet           |
| ----- | ---- | ---------------- |
| 1     | ROM  | Francisc Vaștag  |
| 2     | CUB  | Alfredo Duvergel |
| 3     | GER  | Markus Beyer     |
| 3     | YUG  | Slaviša Popović  |

### Mittelgewicht (- 75 kg)
| Platz | Land | Athlet           |
| ----- | ---- | ---------------- |
| 1     | CUB  | Ariel Hernández  |
| 2     | POL  | Tomasz Borowski  |
| 3     | UZB  | Dilshod Yorbekov |
| 3     | MAR  | Mohamed Mesbahi  |

### Halbschwergewicht (- 81 kg)
| Platz | Land | Athlet          |
| ----- | ---- | --------------- |
| 1     | USA  | Antonio Tarver  |
| 2     | CUB  | Diosvany Vega   |
| 3     | KAZ  | Wassili Schirow |
| 3     | GER  | Thomas Ulrich   |

### Schwergewicht (- 91 kg)
| Platz | Land | Athlet           |
| ----- | ---- | ---------------- |
| 1     | CUB  | Félix Savón      |
| 2     | GER  | Luan Krasniqi    |
| 3     | FRA  | Christophe Mendy |
| 3     | TUR  | Sinan Şamil Sam  |

### Superschwergewicht (+ 91 kg)
| Platz | Land | Athlet            |
| ----- | ---- | ----------------- |
| 1     | RUS  | Alexei Lezin      |
| 2     | UKR  | Vitali Klitschko  |
| 3     | GER  | René Monse        |
| 3     | USA  | Lawrence Clay-Bey |

## Medaillenspiegel
| Platz | Nation         | Gold | Silber | Bronze | Gesamt |
| ----- | -------------- | ---- | ------ | ------ | ------ |
| 1     | Kuba           | 4    | 2      | 3      | (9)    |
| 2     | Russland       | 2    | 1      | 0      | (3)    |
| 3     | Bulgarien      | 2    | 0      | 1      | (3)    |
| 4     | Rumänien       | 2    | 0      | 0      | (2)    |
| 5     | Deutschland    | 1    | 1      | 7      | (9)    |
| 6     | Türkei         | 0    | 1      | 1      | (2)    |
| 7     | Algerien       | 0    | 1      | 0      | (1)    |
| 7     | Ukraine        | 0    | 1      | 0      | (1)    |
| 9     | Marokko        | 0    | 0      | 2      | (2)    |
| 9     | Usbekistan     | 0    | 0      | 2      | (2)    |
| 11    | Armenien       | 0    | 0      | 1      | (1)    |
| 11    | Finnland       | 0    | 0      | 1      | (1)    |
| 11    | Litauen        | 0    | 0      | 1      | (1)    |
| 11    | BR Jugoslawien | 0    | 0      | 1      | (1)    |
|       | TOTAL          | 11   | 11     | 22     | (44)   |